# Mantophryne infulata
Mantophryne infulata és una espècie de granota de la família Microhylidae que viu a Papua Nova Guinea.